# Ovakent, Antakya
Ovakent là một thị trấn thuộc thành phố Antakya, tỉnh Hatay, Thổ Nhĩ Kỳ. Dân số thời điểm năm 2011 là 7.13 người.